# ティボール・セリメス
ティボール・セリメス（Tibor Selymes、1970年5月14日 - ）は、ルーマニアの元サッカー選手。元ルーマニア代表。ポジションはディフェンダー。

## 来歴
1992年にルーマニア代表デビュー。1994 FIFAワールドカップでは4試合に出場、ベスト8まで勝ち上がった。UEFA EURO '96にも出場した。1998 FIFAワールドカップ・ヨーロッパ予選では全10試合に出場、1998 FIFAワールドカップ出場権を獲得した。しかし、ワールドカップでは試合出場は無かった。1999年までに46試合に出場した。

## 代表歴

### 出場大会
- ルーマニア代表
  - 1994 FIFAワールドカップ
  - 1998 FIFAワールドカップ

### 試合数
- 国際Aマッチ 46試合 0得点（1992年-1999年）[1]

| ルーマニア代表 | 国際Aマッチ | 国際Aマッチ |
| 年             | 出場        | 得点        |
| -------------- | ----------- | ----------- |
| 1992           | 2           | 0           |
| 1993           | 7           | 0           |
| 1994           | 10          | 0           |
| 1995           | 6           | 0           |
| 1996           | 10          | 0           |
| 1997           | 8           | 0           |
| 1998           | 2           | 0           |
| 1999           | 1           | 0           |
| 通算           | 46          | 0           |